# Jarmila Machačová
Jarmila Machačová (* 9. ledna 1986, Havlíčkův Brod) je česká reprezentantka v cyklistice. Specializuje se na závody v disciplínách bodovací závod, scratch a omnium. Je mistryní světa v bodovacím závodě z roku 2013.

## Osobní život
Žije v Přísece u Světlé nad Sázavou. Trénuje ji otec Zdeněk.
Na závody si vozí sadu talismanů pro štěstí.

## Kariéra
Mezi světovou špičku se řadí od roku 2007, kdy několikrát stála na stupních vítězů v závodě světového poháru.
V roce 2008 vyhrála svůj první závod světového poháru v americkém Los Angeles. Tento úspěch jí však místenku na olympijské hry v Pekingu téhož roku nezajistil. Česká republika neměla vyjeto dostatek míst pro LOH a přednost dostala specialistka na stíhačku Lada Kozlíková.
V dalších sezónách pravidelně stála na stupních vítězů ve světovém poháru a účastnila se mistrovství světa.
V roce 2011 získala svoji první velkou medaili. Na mistrovství světa v nizozemském Apeldoornu dojela na 2. místě v bodovacím závodě.
Kvůli vyřazení bodovacího závodu z olympijských her chyběla i v Londýně 2012. Před hrami na mistrovství světa v australském Melbourne se pokoušela kvalifikovat v disciplíně omniu, ale skončila ve třetí desítce pořadí.
V roce 2013 získala zlatou medaili v bodovacím závodě na mistrovství světa v běloruském Minsku. V průběhu závodu se jí podařilo společně se dvěma soupeřkami dojet peloton o celé kolo. Závěr závodu potom přinesl velké drama, protože mexická závodnice jen těsně prohrála závěrečný sprint s ruskou závodnicí a Machačová tak o bod uhájila první pozici.

## Výsledky

### Mistrovství světa
| Rok  | Místo      | BZ  | SC  | OM  | Věk  |
| ---- | ---------- | --- | --- | --- | ---- |
| 2008 | Manchester | 10. | 13. | -   | 22.2 |
| 2009 | Pruszków   | 8.  | 10. | -   | 23.2 |
| 2010 | Ballerup   | 14. | 5.  | -   | 24.2 |
| 2011 | Apeldoorn  | 2.  | -   | 20. | 25.2 |
| 2012 | Melbourne  | 7.  | 8.  | 21. | 26.2 |
| 2013 | Minsk      | 1.  | 18. | -   | 27.1 |

### Legenda
- BZ - bodovací závod
- SC - scratch
- OM - omnium